# Дуб красный
Дуб кра́сный (лат. Quércus rúbra) — дерево; вид рода Дуб семейства Буковые (Fagaceae). Этот вид входит в секцию красных дубов.

## Название
Иногда этот вид дуба упоминается под другими русскими названиями: дуб остролистный, дуб канадский, или дуб северный.

## Распространение
Естественный ареал произрастания — восток Северной Америки: от Новой Шотландии и южной части Нью-Брансуика на юг до Теннесси и Виргинии и вдоль Аппалачских гор до северной Джорджии, восточной Небраски и центрального Канзаса; наиболее обильно встречается в лесах Канады — Новой Шотландии, южного Квебека и Онтарио. Растёт в лесах, достигая наиболее крупных размеров на ледниковых моренах и по берегам рек, где нет застоя воды в почве..
Часто разводится в США, в культуре с XVII века в Англии, Франции и Германии.
В России в культуре известен с начала XIX века. Наиболее старые особи растут в Санкт-Петербурге — в Ботаническом саду и парке Лесотехнической академии, где обильно плодоносят, а в последнем образуя значительный самосев. Зимостоек и хорошо растёт в Московской и Орловской областях. В Ростове-на-Дону зимует, но не цветёт. Встречается на Северном Кавказе, а также в Екатеринбурге, но здесь отмерзают большие ветви. Известен в парках Эстонии, где плодоносит. Хорошо растёт по всей Белоруссии, наблюдается самосев, в связи с чем красный дуб рассматривается как инвазионный вид. Этот вид дуба входит в число наиболее распространенных древесных инвазивных видов Европы, то есть видов, способных к неконтролируемому распространению на новых для них территориях, угрожающих естественному биологическому разнообразию этих территорий. Распространён повсюду на Украине, в том числе в лесопосадках.

## Ботаническое описание
Взрослое дерево достигает 25 м в высоту. Дерево стройное, с густой шатровидной кроной. Ствол покрыт тонкой, гладкой, серой корой, у старых деревьев кора растрескивается. Имеет хорошо развитую корневую систему, растущую вглубь. Молодые побеги рыжевато-войлочные, однолетние — красно-бурые, гладкие.
Листья глубоковыемчатые, тонкие, блестящие, до 15—25 см, с четырьмя-пятью заострёнными лопастями с каждой стороны листа, при распускании красноватые, летом тёмно-зелёные, более светлые снизу, осенью, перед опадением, у молодых деревьев — шарлахово-красные, у старых — буровато-коричневые.
Цветёт одновременно с распусканием листьев.
Жёлуди шаровидной формы, до 2 см, красно-коричневые, снизу как бы обрубленные, созревают осенью второго года. Плодоносит устойчиво и обильно с 15—20 лет. Жёлуди не прорастают до весны, поэтому белки нередко прячут их на зиму.
Морозоустойчив. Среднесветолюбив, легко переносит боковое затенение, но предпочитает полное освещение верхушки кроны. Ветроустойчив, не очень требователен к плодородию почвы, выдерживает даже кислую реакцию, однако не выносит известковых и влажных почв. Устойчив к вредителям и болезням, в том числе и к мучнистой росе. Подвержен минирующей мухе. Обладает высокими фитонцидными свойствами.

## Древесина
Заболонь красного дуба варьируется от белого до светло-коричневого цвета, ядровая древесина имеет розоватый, красно-коричневый цвет. По внешнему виду красный дуб схож с дубом белым, разница заключается в не столь выраженных узорах по причине более коротких лучей. Древесина отличается прямым волокном и шероховатой структурой. Плотность древесины красного дуба в сухом состоянии составляет 790 кг/м³.
Древесина красного дуба поддаётся машинной обработке, хорошо полируется.

### Применение
Изготовление пиломатериалов, шпона, в мебельном производстве, производстве напольных покрытий.
|                                                                                     |  |  |  |
| Слева направо: кора взрослого дерева; кора молодого дерева; листья; ствол в разрезе |  |  |  |